# 共和镇 (德江县)
共和镇，是中华人民共和国贵州省铜仁市德江县下辖的一个乡镇级行政单位。
2013年5月21日，贵州省人民政府批复同意撤销共和土家族乡，设置共和镇。

## 行政区划
共和镇下辖以下地区：
街上社区、和平村、茶坨村、青杠堡村、上坪村、姜家渡村、神溪村、白果村、胜利村、塘坝村、盐井村、横石梁村、银丝村、焕河村、三联村、新黔村、曾家坝村、转角村、乌鸦村和打磨丫村。

## 中国传统村落
2013年8月，焕和村被评为第二批中国传统村落。